# Radanfah Abu Bakr
Radanfah Abu Bakr (* 12. Februar 1987 in Port of Spain) ist ein Fußballspieler aus Trinidad und Tobago.

## Vereinskarriere
Radanfah Abu Bakr begann seine Laufbahn als Fußballprofi bei Caledonia AIA. 2009 wechselte er zu Swansea City, den er bereits 2010 verlassen hatte, um in seinem Heimatland für den Joe Public FC zu spielen. Im Sommer 2011 ging der Verteidiger zum ROC Charleroi-Marchienne. Nach nur vier Einsätzen in Belgien kehrte er zu Caledonia AIA zurück. Im Februar 2013 wurde er von Wostok Öskemen aus Kasachstan verpflichtet. Auch danach blieb er ein Weltenbummler des Fußballs mit Stationen in Litauen, Dänemark, Estland, Indonesien, Indien und in der Heimat.

## Nationalmannschaft
Im Jahre 2008 debütierte Radanfah Abu Bakr im Dress der Auswahl von Trinidad und Tobago.